# Carolien van den Berg
Carolien van den Berg, née le 10 mars 1953 à Amsterdam, est une actrice néerlandaise.

## Filmographie

### Cinéma et téléfilms
- 1983 : Vroeger kon je lachen (nl)
- 1983 : Zeg 'ns Aaa (nl): Sjaan
- 1983 : De Familie Knots (nl) : Aaf Klaver
- 1984 : Willem van Oranje : Barbara
- 1984 : Ciske de Rat : Tante Chris
- 1987 : Moordspel (nl) : Jackie Meerman
- 1987 : Havinck (nl) : Maud
- 1988 : Medisch Centrum West (nl) : Ria Bijlsma
- 1990 : De Freules (nl) : Thérèse
- 1991 : De Dageraad (nl) : Trudy van Traa
- 1992 : Recht voor z'n Raab : Irene
- 1994 : Alle kinderen de deur uit : Santje
- 1995 : Vrouwenvleugel (nl) : Mme Bunders
- 1995-1998 : Jansen, Jansen (nl) : Lidewij
- 1997-1999 : Hubertien en Willemien (nl)
- 1998 : Loenatik (nl) : La mère
- 1999 : Retour Den Haag (nl) : Odette
- 2001 : Het Zonnetje in Huis (nl) : Mireille
- 2003 : Wet en Waan : Cora
- 2005 : Toen was geluk heel gewoon (nl) : Neelie Smit-Kroes
- 2005 : Een Gelukkige Hand (fy)
- 2013 : Het imperium (nl) : Louise Vreeman
- 2014 : Flikken Maastricht : Margriet Heystek
- 2015 : Dagboek van een callgirl (nl) : L'employé de la boutique
- 2016 : Dokter Deen (nl) : La galeriste
- 2017 : Celblok H (nl) : Sonja Stevens
- 2017 : Hotel de grote L (nl) : L'entraîneuse d’élection de Miss
- 2018 : De Spa (nl) : Josefien Klaassen

## Théâtre
- 1978 : De vergroeiing
- 1979 : Multiple Choice
- 1982 : De dader heeft het gedaan
- 1987 : Rita en Frank
- 1992 : Kinderen van de zon
- 1993 : Madame de Sade
- 1993 : Scrooge!
- 1996 : Kerst volgens...
- 1997 : Koppen dicht!
- 2003 : Eten met vrienden
- 2008 : Uitgedokterd
- 2016 : Wie de f*** is oom Jo?

## Vie privée
De 1993 à 2009, elle fut l'épouse de l'acteur Marc Klein Essink. De cette union ils ont deux enfants (prénommés Elia et Romy).